# Acciaio X85WMoCoV6.5.4.2 KU
L'acciaio X85WMoCoV6.5.4.2 KU è un tipo di acciaio rapido adatto alla fabbricazione di utensili per la lavorazione veloce a freddo del metallo (ad esempio per la punta elicoidale).

Un trattamento termico adatto consiste nella ricottura in bagno di sali a 900 °C per 4-6 ore, raffreddamento lento in forno fino a 650 °C e poi in aria calma, tempra in olio da circa 1250 °C, rinvenimento multiplo a circa 550 °C e infine raffreddamento in aria.